# Концерт оркестру (мультфільм, 1935)
«Концерт оркестру» (англ. The Band Concert) — короткометражний мультфільм 1935 року про Мікі Мауса, вироблений компанією The Walt Disney Company. Це був перший фільм про Міккі Мауса, виконаний у триколірній техніці «Техніколор». Мультфільм займає 3 місце в списку 50 найвизначніших мультфільмів, складеному в 1994 році істориком анімації Джеррі Беком.

## Сюжет
Оркестр Міккі Мауса, який виступає в парку, виконує увертюру Джоакіно Россіні «Вільгельм Телль». Дональд Дак, продавец мороженого, гучно пропонує відвідувачам свої товари, тем самим заважаючи Міккі Маусу, диригентові оркестру, зосередитися. Потім Дональд без запрошення підіймається на сцену, дістає свою флейту і починає виконувати «Turkey in the Straw» у тому ж темпі, що і оркестр. Незабаром оркестр починає акомпанувати Дональду Даку. Розсердившись, Міккі намагається позбутися від нового виконавця, ламаючи його флейту, але Дональд дістає нову і продовжує грати. Незабаром Міккі виявляє, що у Дональда є ще десятки флейт, деякі з них він, схоже, бере з повітря.
Коли оркестр переходить до «Storm», наступного сегменту увертюри, з'являється торнадо, і глядачі злякавшись біжать з парку. Торнадо захоплює все на своєму шляху, включаючи сцену, на якій розташовуються виконавці. Але учасники оркестру, захопившись не помічають цього і продовжують виконувати мелодію в повітрі. Нарешті торнадо кидає групу в дерево, і увертюра підходить до свого завершення. Єдиним глядачем що залишився є Дональд Дак, який з великим ентузіазмом аплодує оркестру. Потім він дістає флейту і починає виконувати свою мелодію, але група закидує його музичними інструментами.

## Учасники оркестру
- Міккі Маус (диригент)
- Гуфі (кларнет)
- Козел Гідеон (тромбон)
- Корова Кларабель (флейта)
- Горацій Хорсеколлер (ударні)
- Порося Пітер (туба)
- Порося Педді (труба)